# Haidemühl (Welzow)

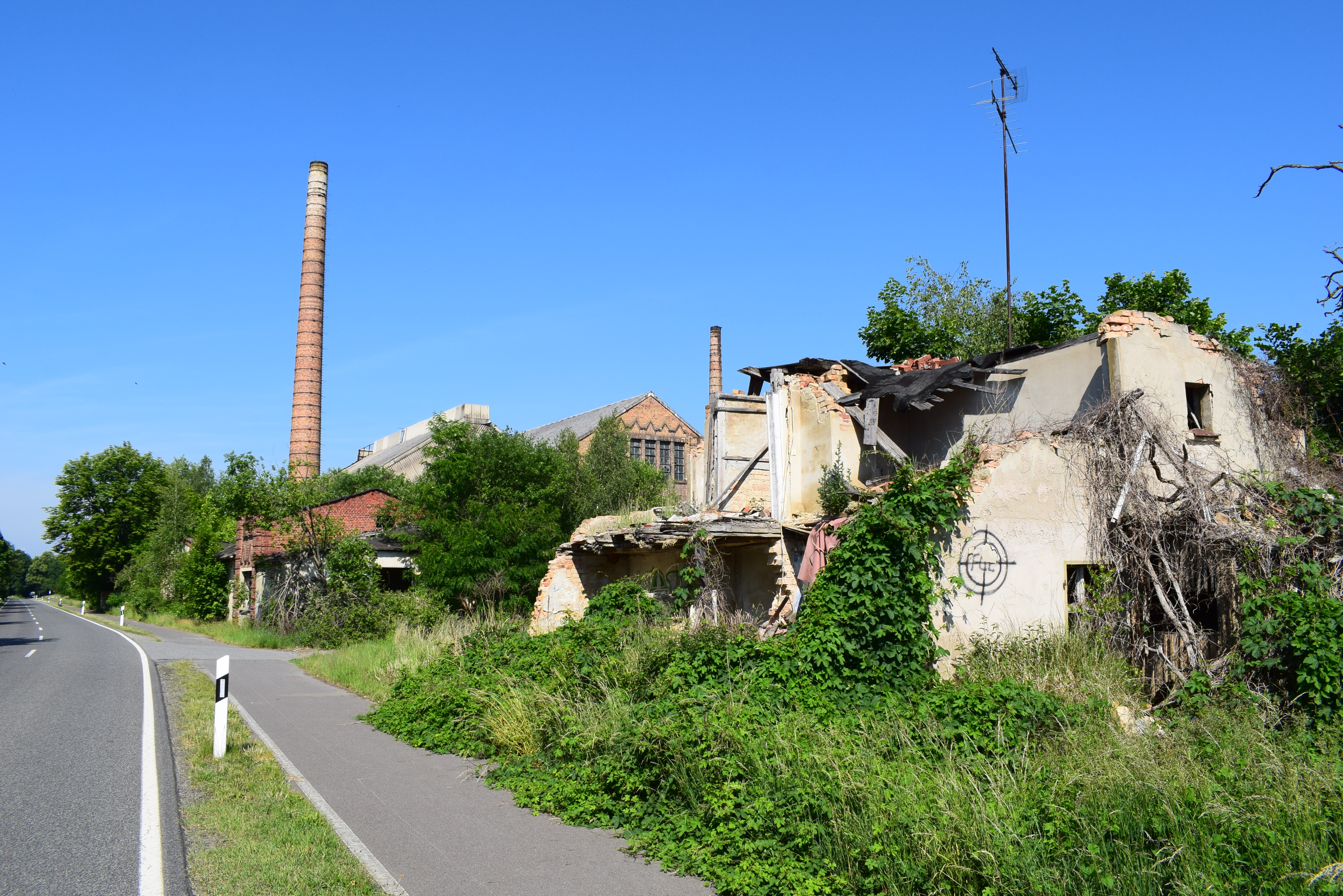
Ortslage Haidemühl im Juni 2022

Haidemühl, niedersorbisch Gózdź, war eine Industriegemeinde rund zehn Kilometer westlich von Spremberg. Bis zum 1. Januar 1964 trug die Gemeinde den Namen Gosda-Haidemühl. Der Ort Haidemühl wurde zwischen 2004 und 2006 für den Braunkohletagebau Welzow-Süd devastiert. Der größte Teil der zuletzt 645 Einwohner wurde in den neu erbauten Ortsteil Haidemühl der Stadt Spremberg umgesiedelt. Am 1. Januar 2006 wurde die Gemeinde Haidemühl nach Welzow eingemeindet und war danach noch bis Februar 2008 ein amtlich ausgewiesener Wohnplatz von Welzow.

## Geographie

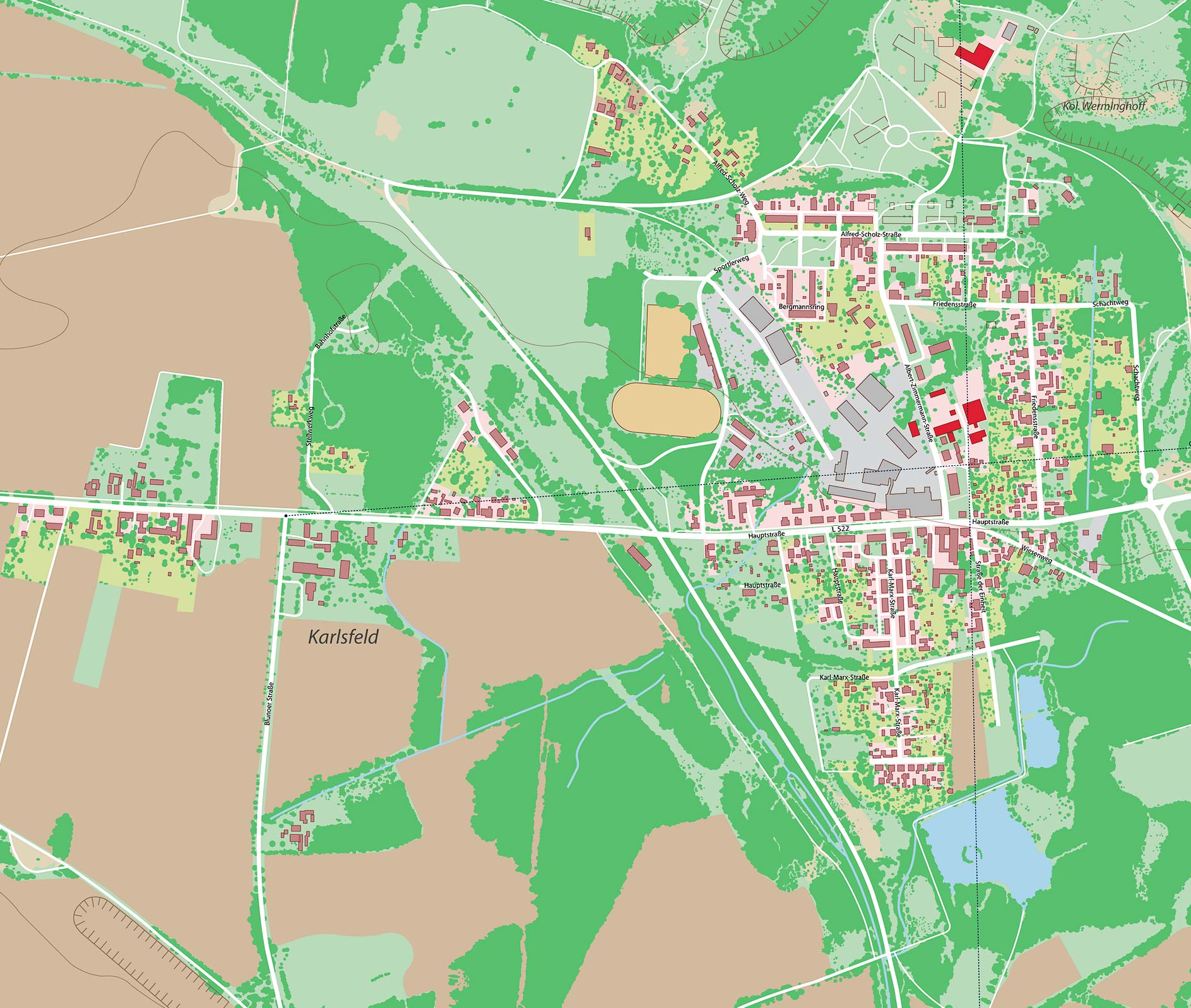
Übersichtskarte der verschwundenen Ortschaft

Haidemühl lag im Bereich des Lausitzer Grenzwalls, rund zehn Kilometer westlich von Spremberg und 15 Kilometer östlich von Senftenberg. Zum Zeitpunkt der Auflösung grenzte die Gemeinde im Norden und Osten an Spremberg, im Süden an die sächsische Gemeinde Elsterheide mit dem Ortsteil Bluno und im Westen an die Stadt Welzow mit dem Ortsteil Proschim. Durch den Ort verlief die Landesstraße 522.

## Geschichte
Die „Haidemühle“ war ursprünglich eine herrschaftliche Wassermühle des 1350 erstmals urkundlich erwähnten Ortes Gosda – dem Ursprung der späteren Industriegemeinde Gosda-Haidemühl. Der Name Haidemühl bezog sich auf eine Mahl- und Schneidemühle, die im Westen der Gosdaer Gemarkung lag. Die früheste Erwähnung der Haidemühle datiert vom 21. Juli 1584. Damals wurde die Mühle erstmals im Lehnbrief erwähnt, welcher Kaspar von Minckwitz über die Gutsherrschaft Gosda mit Proschim und Welzow ausgefertigt wurde.
Die Geschichte des Ortes war eng mit der Braunkohle und der Glasherstellung verbunden – die Entstehung der Gemeinde geht auf die 1835 errichtete Glashütte zurück. Im Jahre 1835 kaufte der Glasfabrikant Greiner Land, um die Glashütte und drei Wohngebäude für die Arbeiter zu errichten – der Grundstein für das spätere Haidemühl. Die Gemeinde wuchs und 1900 kam mit der Errichtung der Brikettfabrik eine neue Wohnsiedlung von fünf Häusern mit je acht Wohnungen dazu – die Kolonie wurde nach dem Direktor der Fabrik „Werminghoff“ genannt. In den Jahren darauf folgten Verkehrsanbindungen nach Spremberg und Senftenberg, Gleisanschluss an Welzow und Petershain, neue Glashüttengebäude und Wohnhäuser. 1929 entstand die gemeinsame Schule.

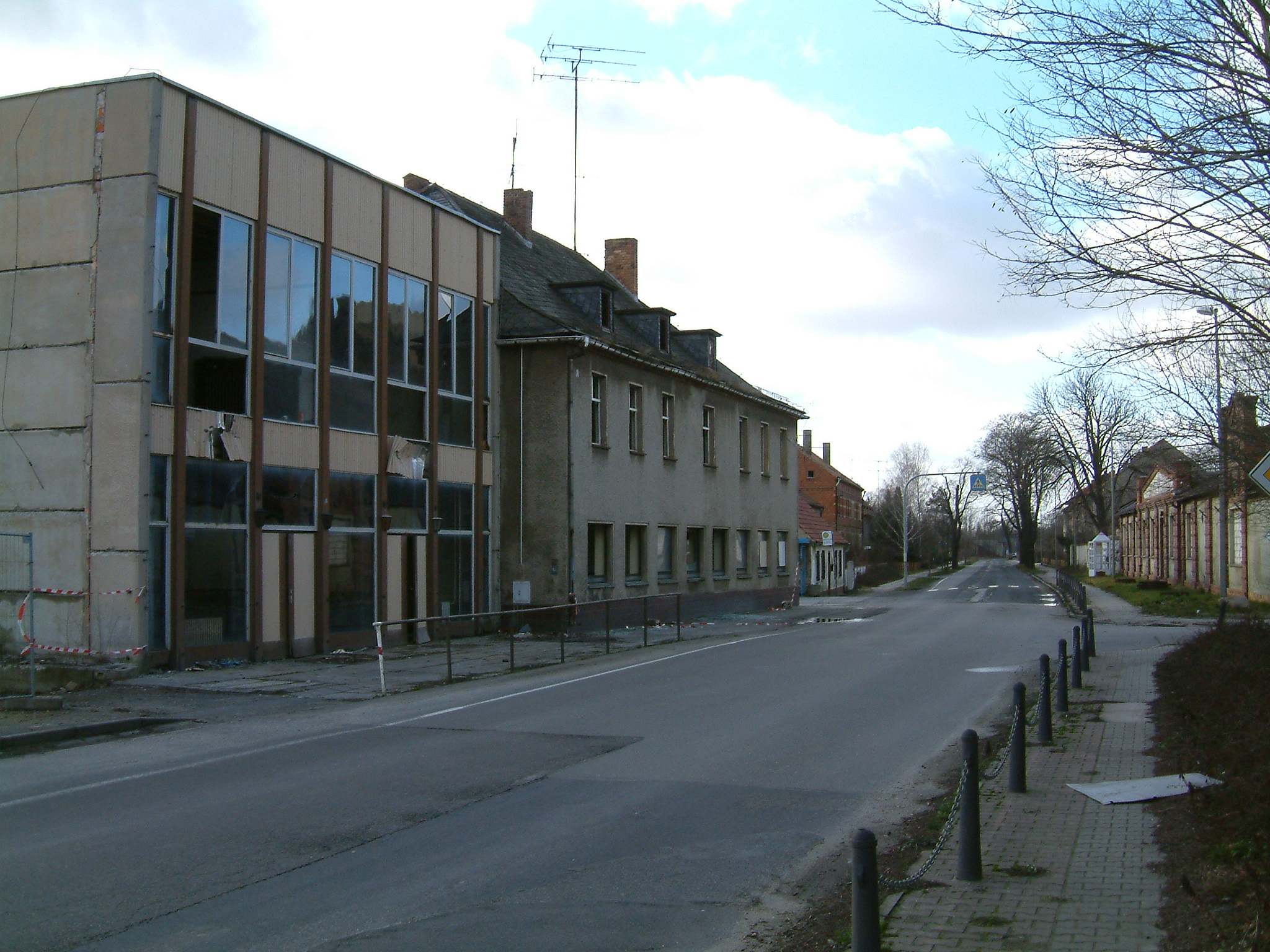
Hauptstraße in (Alt-)Haidemühl nach der Umsiedlung

Nach dem Fall der Mauer (November 1989), der Währungsunion und der Wiedervereinigung (3. Oktober 1990) verlor Haidemühl seine traditionsreichen Standbeine: das traditionsreiche Glaswerk mit 1280 und die Brikettfabrik mit 160 Beschäftigten wurden geschlossen.
Die Auflösung der Gemeinde Haidemühl erfolgte mit Wirkung zum 1. Januar 2006, bis zu diesem Zeitpunkt wurden rund drei Viertel der Bevölkerung umgesiedelt. Der Name ging auf den neuen Ortsteil von Spremberg über, während die Gemeindefläche an die Stadt Welzow fiel. Bis zum Auszug der letzten Einwohner wurde die ehemalige Gemeinde als Wohnplatz Haidemühl der Stadt Welzow weitergeführt. Heute ist die Gemeinde komplett mit ihrer Sozial-, Bevölkerungs- und Infrastruktur umgesiedelt. Kleine Teile des alten Ortes, insbesondere das ehemalige Glaswerk und einige umliegende Wohngebäude, sind entlang der Hauptstraße noch erhalten (ungeklärte Eigentumsverhältnisse), während der nördliche Teil der ehemaligen Ortslage nach 2018 überbaggert wurde.

## Wirtschaftsgeschichte
Die Haidemühler Glashüttenwerke, G.m.b.H., Haidemühl bei Spremberg wurde 1835 von Johann Christoph Greiner gegründet. Friedrich August Kaennichen erwarb das Werk 1835. Eigentümer waren später Adolf Schiller (nach 1935 arisiert) und danach Rudolf Bricke und Reinhold Domaschke. Die Hütte wurde nach 1945 enteignet, 1990 privatisiert, ging 1993 in Insolvenz und wurde geschlossen.
Weitere Firmen sind die zu Beginn des 20. Jahrhunderts gegründete Brikettfabrik Werminghoff der Eintracht AG und die WINOLUX GmbH (Willy Noack Elektroanlagen), ein Zweigbetrieb von Berlin-Friedenau (etwa bis 1953).

## Statistische Daten
Von den 662 Einwohnern der Gemeinde Haidemühl im Jahr 2001 waren 318 Frauen und 344 Männer. Es gab 85 Eigentümergrundstücke, 175 bewohnte Mietwohnungen und als Gemeinschaftseinrichtungen die Schule, die Kindertagesstätte und das Gemeindehaus der evangelischen Kirchengemeinde.

### Bevölkerungsentwicklung
| Jahr          | Ortsname                  | Bevölkerung |
| 1849          | Kolonie Haidemühl         | 0153        |
| 1904          | Haidemühl und Werminghoff | 0412        |
| 1928          | Haidemühl und Werminghoff | 1176        |
| 1938          | Gosda Haidemühl           | 1495        |
| 1946          | Gosda Haidemühl           | 1286        |
| 1958          | Gosda Haidemühl           | 1513        |
| 1967          | Haidemühl                 | 1098        |
| 1980          | Haidemühl                 | 1045        |
| 1987          | Haidemühl                 | 0832        |
| 1995          | Haidemühl                 | 0719        |
| 2001          | Haidemühl                 | 0662        |
| 20. Dez. 2005 | (Alt-)Haidemühl           | 0158        |

## Umsiedlung

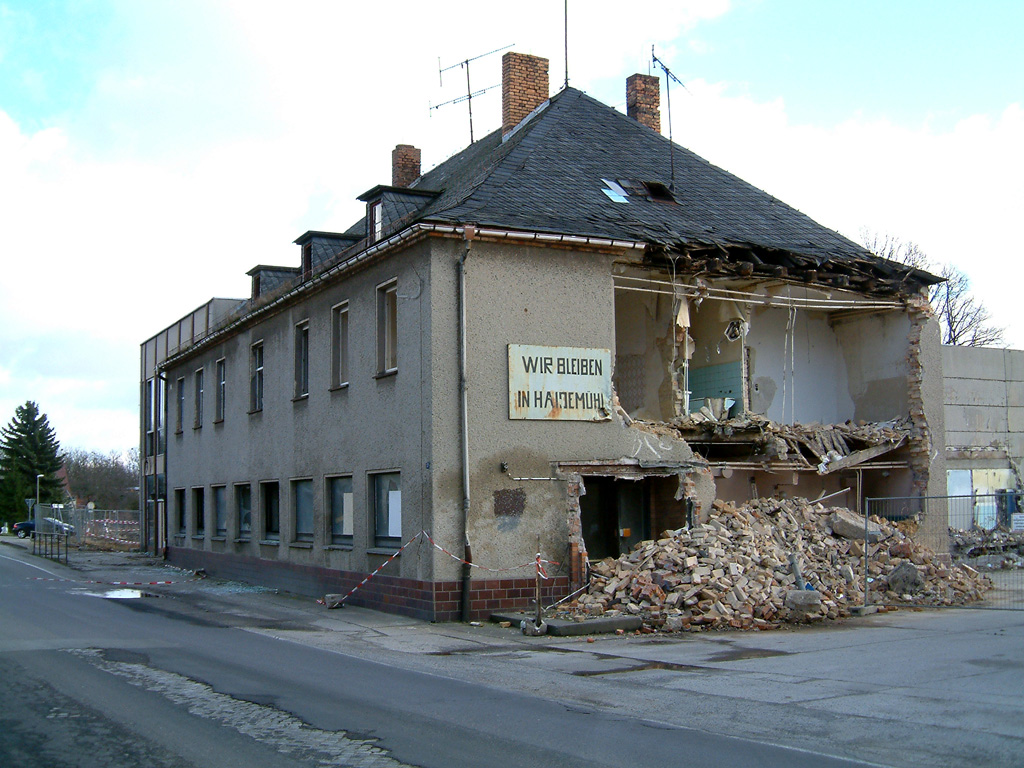
Ein letzter Protest in (Alt-)Haidemühl

Im Jahr 1993 wurde konkret, dass die Gemeinde Haidemühl dem Tagebau Welzow-Süd weichen soll. Am 30. Juni 2000 wurde von Vertretern der Gemeinde Haidemühl und der Lausitzer Braunkohle AG der Haidemühlvertrag unterzeichnet. Darin verpflichtete sich die Lausitzer Braunkohle AG (jetzt LEAG) gegenüber den Bürgern der Ortschaft Haidemühl und gegenüber der Gemeindevertretung Haidemühl, die Umsiedlung in einer den Bedürfnissen der betroffenen Einwohner entsprechenden Weise zu planen und durchzuführen.
Der neue Standort liegt im Osten des Spremberger Ortsteils Sellessen und hat eine Größe von ungefähr 90 Hektar. Die Planung und Erschließung des Geländes erfolgte vom 1. Januar 2001 bis 30. Juni 2003 – ab dem 1. Juli 2003 lagen dort die baureifen Grundstücke vor. Vom 30. Juni 2003 bis 31. Dezember 2006 erfolgte die Umsiedlung der Einwohner Haidemühls. Ab 2004 wurde der größte Teil der alten Siedlung abgerissen, 2018 erreichte der Tagebau Welzow-Süd den ehemaligen Standort. Das Land Brandenburg hat die Umsiedlung mit 5,6 Millionen Euro gefördert. Große Teile von Haidemühl standen auch im Jahr 2021 noch immer, weil Eigentumsverhältnisse weiterhin ungeklärt waren und die Gebäude deshalb nicht abgerissen werden konnten. Dies betrifft hauptsächlich die Gebäude des Glaswerkes, die bis 1934 dem jüdischen Besitzer Adolf Schiller gehörten.

## Persönlichkeiten

### Söhne und Töchter der Gemeinde
- Werner Bader (1922–2014), Journalist und Autor
- Ursula Fischer (1925–nach 2013), Lehrerin und Schriftstellerin
- Werner Schwipps (1925–2001), Sachbuchautor
- Ulrich Möbius (1957–2003), Kunstmaler[5]